# David Lee Smith
David Lee Smith (nacido el 8 de septiembre de 1963) es un actor estadounidense, conocido por interpretar a John Oldman, el protagonista de la película de ciencia ficción The Man from Earth (2007); la coprotagonizó con John Billingsley y Tony Todd. También ha aparecido en otras películas, incluyendo Fight Club y en docenas de episodios televisivos, también, con personajes recurrentes, tales como el Sargento Rick Stetler en CSI: Miami.

## Vida personal
Smith nació en Birmingham (Alabama) y asistió al Banks High School. Se graduó en la Universidad de Alabama y Universidad Metodista del Sur.
Contrajo matrimonio con la actriz Elizabeth Mitchell, conocida por su papel como Juliet Burke en la serie Lost, el 13 de junio de 2004. La pareja tuvo un hijo, Christopher, nacido el 4 de septiembre de 2005. Durante su relación, residieron en Bainbridge Island, Washington. Se divorciaron en 2013.

## Filmografía
- 2017, The Man from Earth: Holocene, John Young
- 2013, Crimson Winter - King Aldric
- 2010, Janie Jones, oficial Dickerson
- 2009, Dollhouse (Serie de TV, Temporada 2, Episodio 8), Clay Corman[2]
- 2009, Mending Fences (Película televisiva), Walt Mitchell
- 2007, The Man from Earth, John Oldman
- 2003-2010, CSI: Miami (Serie de TV, Temporadas 2-8), Sargento Rick Stetler
- 2002, A Walk to Remember, Dr. Carter (padre del protagonista Landon Carter)[3]
- 2002, Divine Secrets of the Ya-Ya Sisterhood, Younger Shep Walke[4]
- 1999, Fight Club, Walter[5]
- 1997, The Naked Truth (serie de TV), Mark[6]
- 1997, Star Trek: Voyager (serie de TV, Darkling) Zahir
- 1996, Savannah, Vincent Massick[7]